# Kirche von Nexø

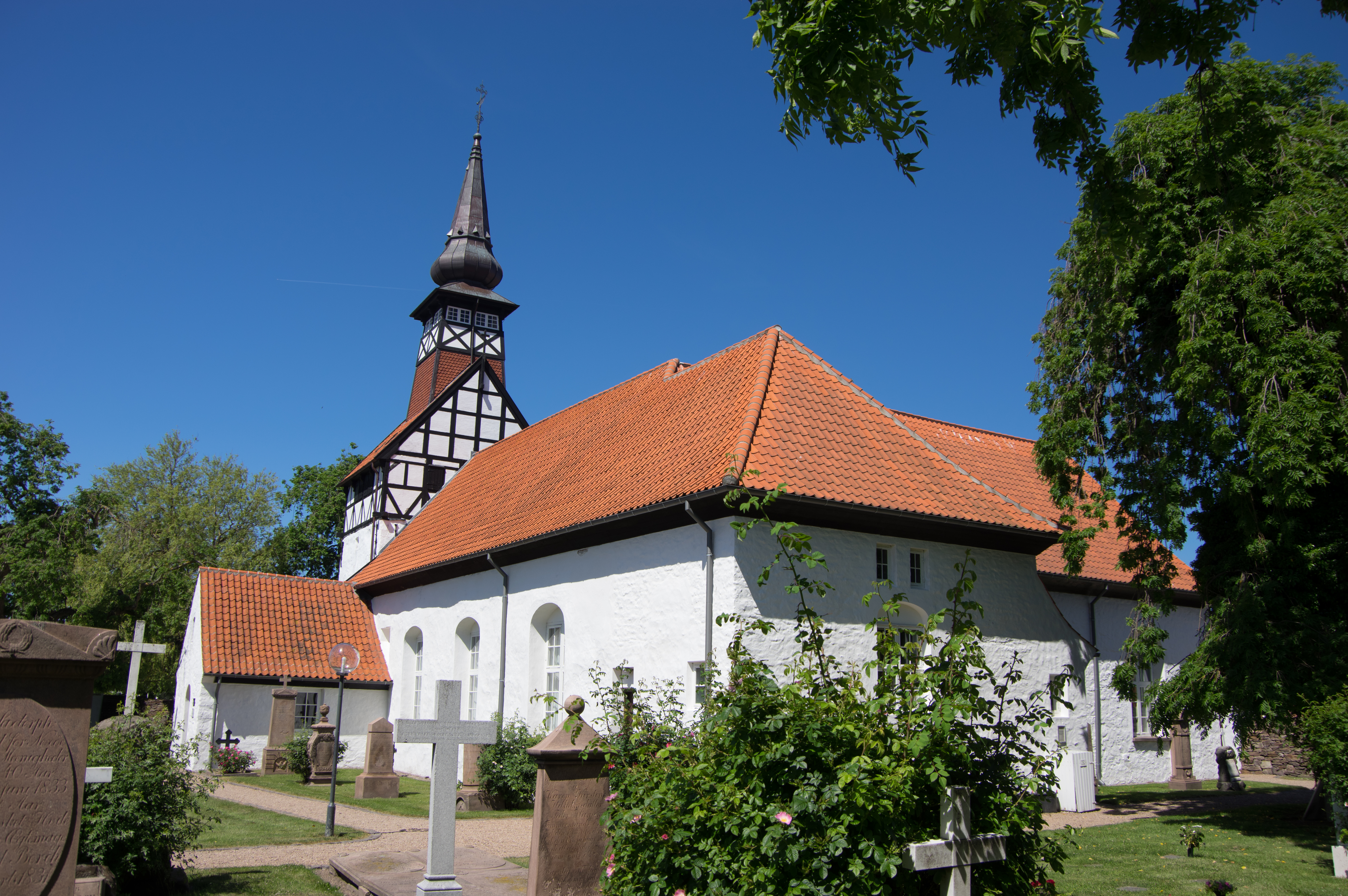
Kirche von Nexø

Die evangelisch-lutherische Kirche von Nexø, der zweitgrößten Stadt der dänischen Insel Bornholm, ist im Kern spätgotisch und war ursprünglich eine kleine rechteckige Kapelle für die Seefahrer eines im 14. Jahrhundert entstandenen Fischerdorfes. Sie stand unter dem Patrozinium des heiligen Nikolaus, des Schutzpatrons der Seefahrer. Sie gehörte lange zur Kirchengemeinde von Bodilsker; erst seit 1921 gibt es eine Kirchengemeinde Nexø.

## Geschichte und Architektur
Die Kirche besteht heute aus
- der spätgotischen Kapelle aus dem 14. Jahrhundert, dem heutigen Schiff, das 1730–31 um etwa 2,5 m erhöht wurde,
- dem Turm im Stil der Renaissance aus dem 16. Jahrhundert mit einem zwiebelförmigen Turmhelm von 1910, die Windfahne trägt die Jahreszahl 1910,
- einer nördlichen Vorhalle von 1745, die früher als Beinhaus bezeichnet und wohl auch genutzt wurde,
- einem querschiffähnlichen Nordflügel von 1760, in den 1828 eine Empore eingebaut wurde,
- der ursprünglich spätmittelalterlichen, in der heutigen Fassung von 1777 stammenden Vorhalle im Süden
- und einer um 1800 an die Ostwand des Schiffs angebauten Sakristei, an deren Nordwand 1985 ein niedriger Anbau mit einem Pultdach angefügt wurde. Gleichzeitig wurde die Wand des Schiffes zur Sakristei durchbrochen und so ein Altarraum geschaffen.

Die Kirche wurde am 7./8. Mai 1945, als das übrige Dänemark schon von der deutschen Besatzung befreit war, durch einen russischen Bombenangriff stark beschädigt und 1946 wieder aufgebaut.
Das Schiff und die unteren drei Geschosse des Turms sind aus behauenen Feldsteinen, das Glockengeschoss des Turms und die nördliche Vorhalle sind aus Fachwerk, der Nordflügel und die südliche Vorhalle sind aus Sandstein. Der Turmhelm ist mit Kupfer gedeckt, die nördliche Vorhalle mit Holz, die übrigen Dächer mit Dachziegeln.

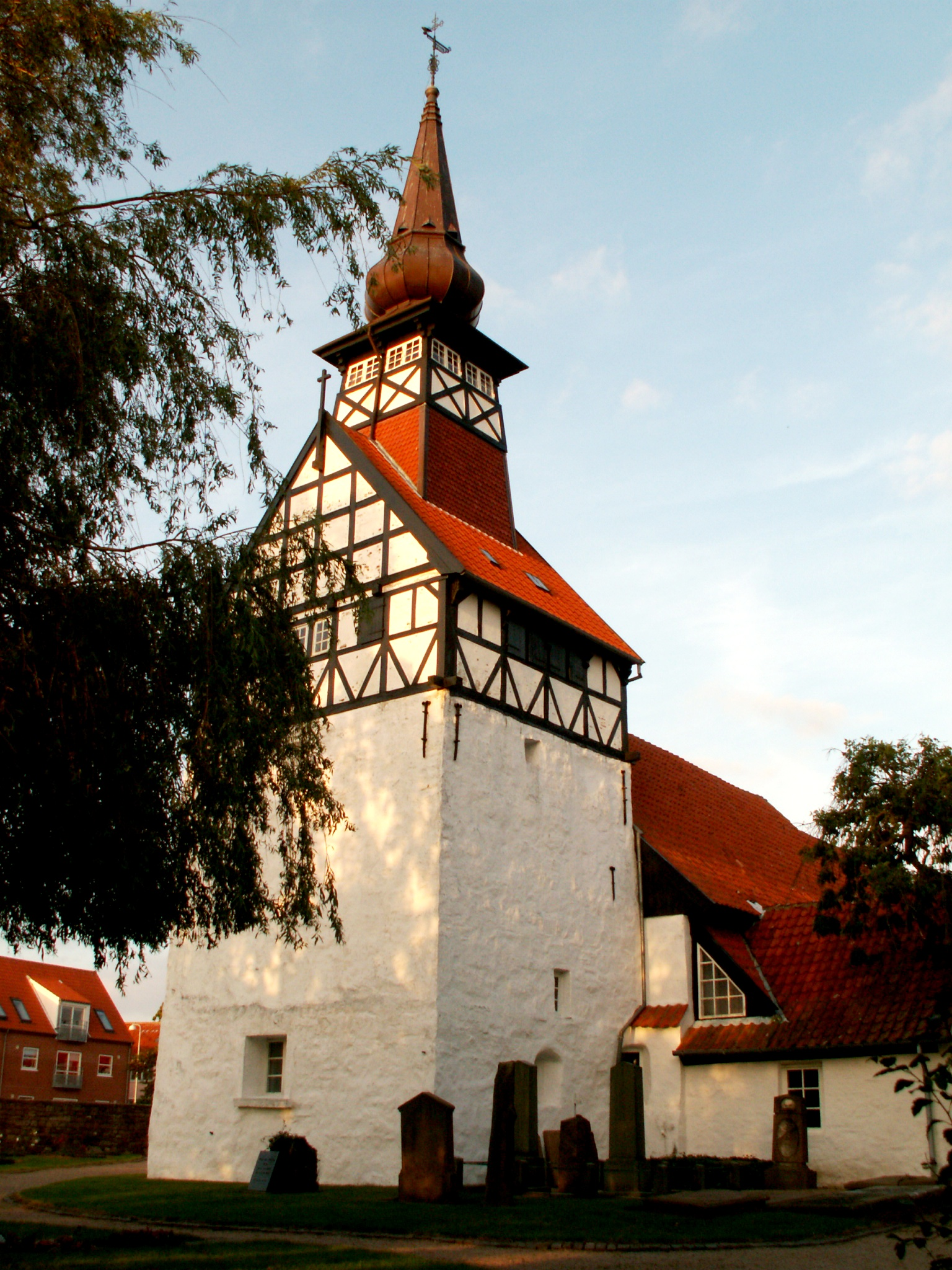
Glockenturm
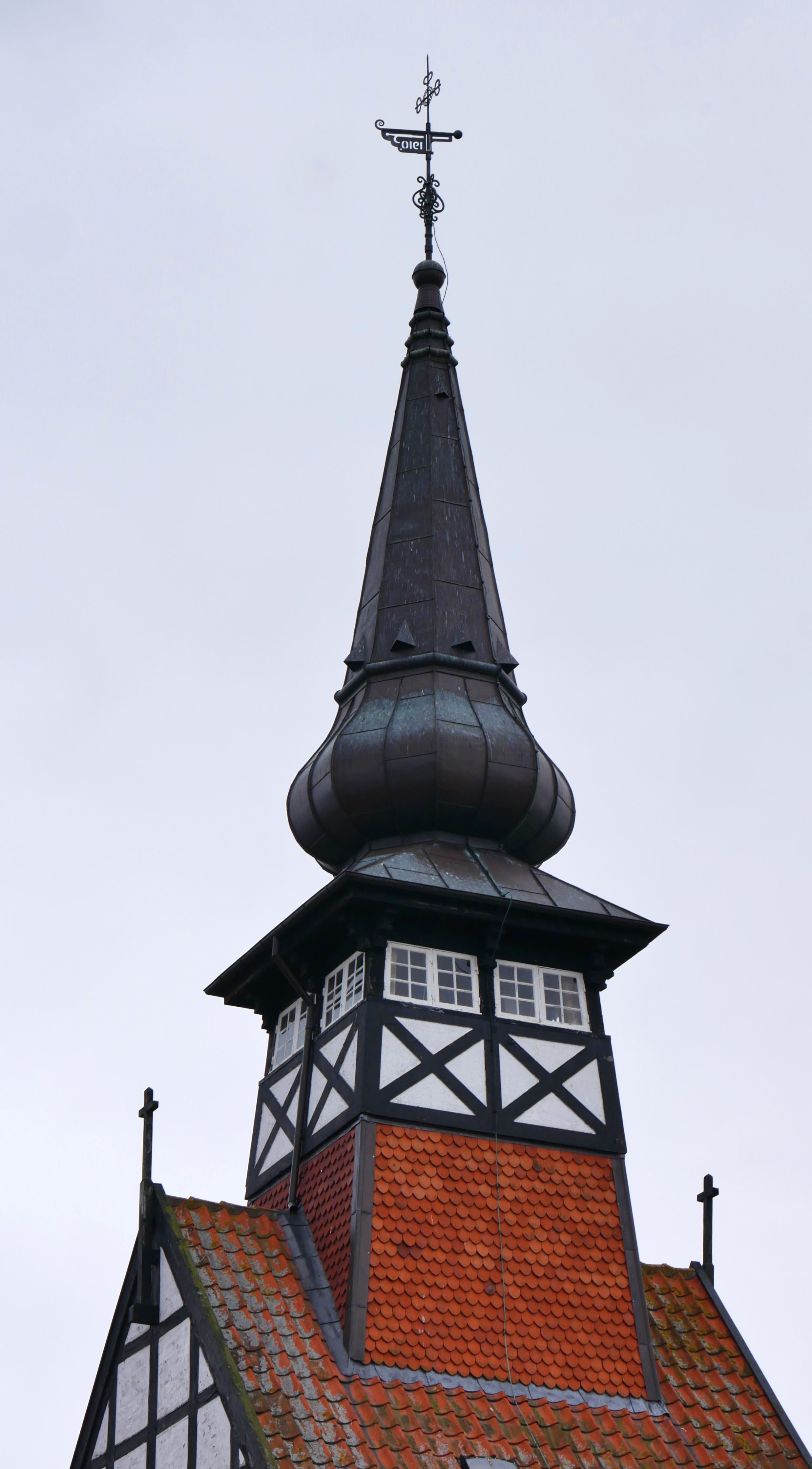
Glockenturm
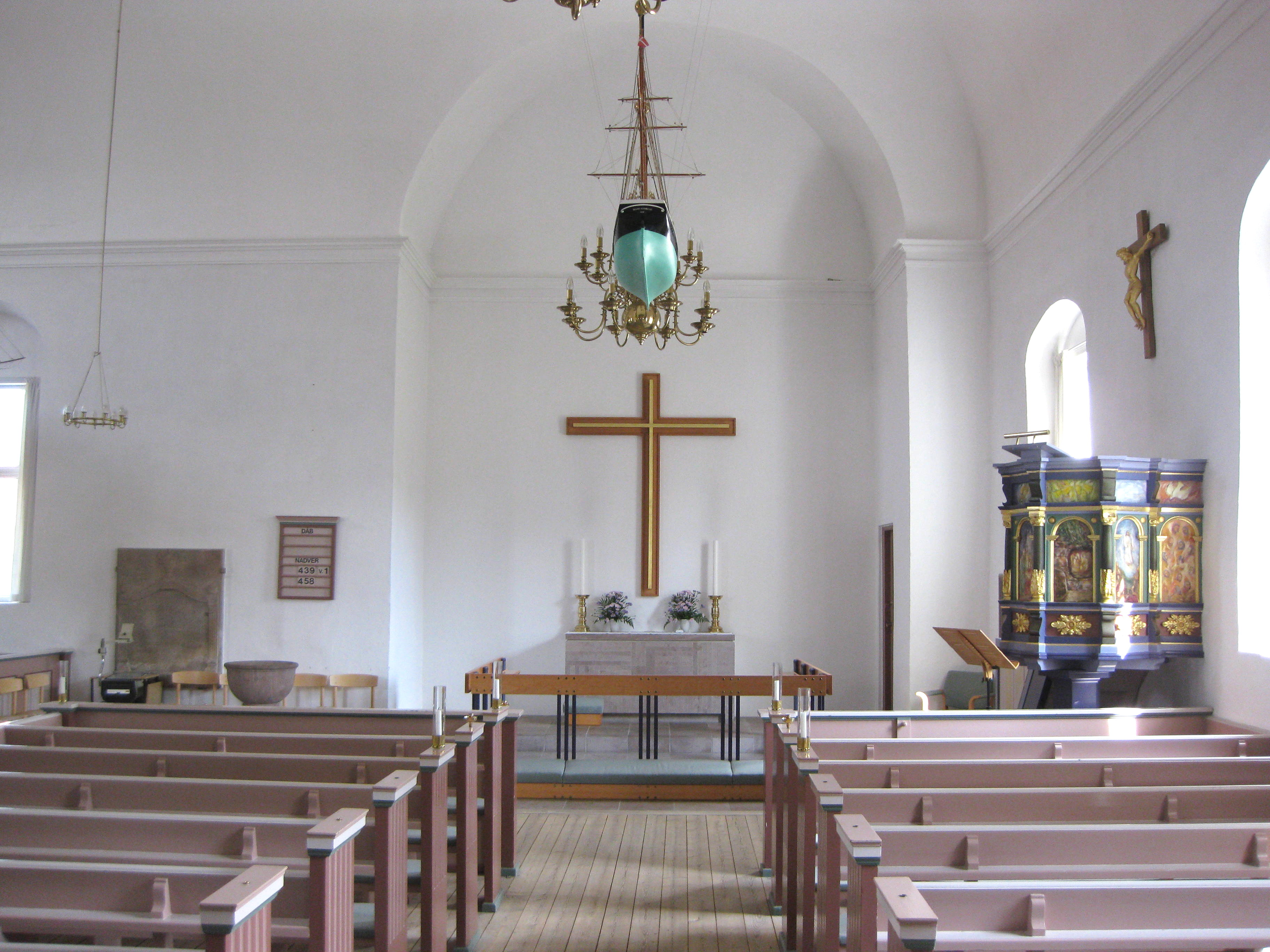
Blick nach Osten
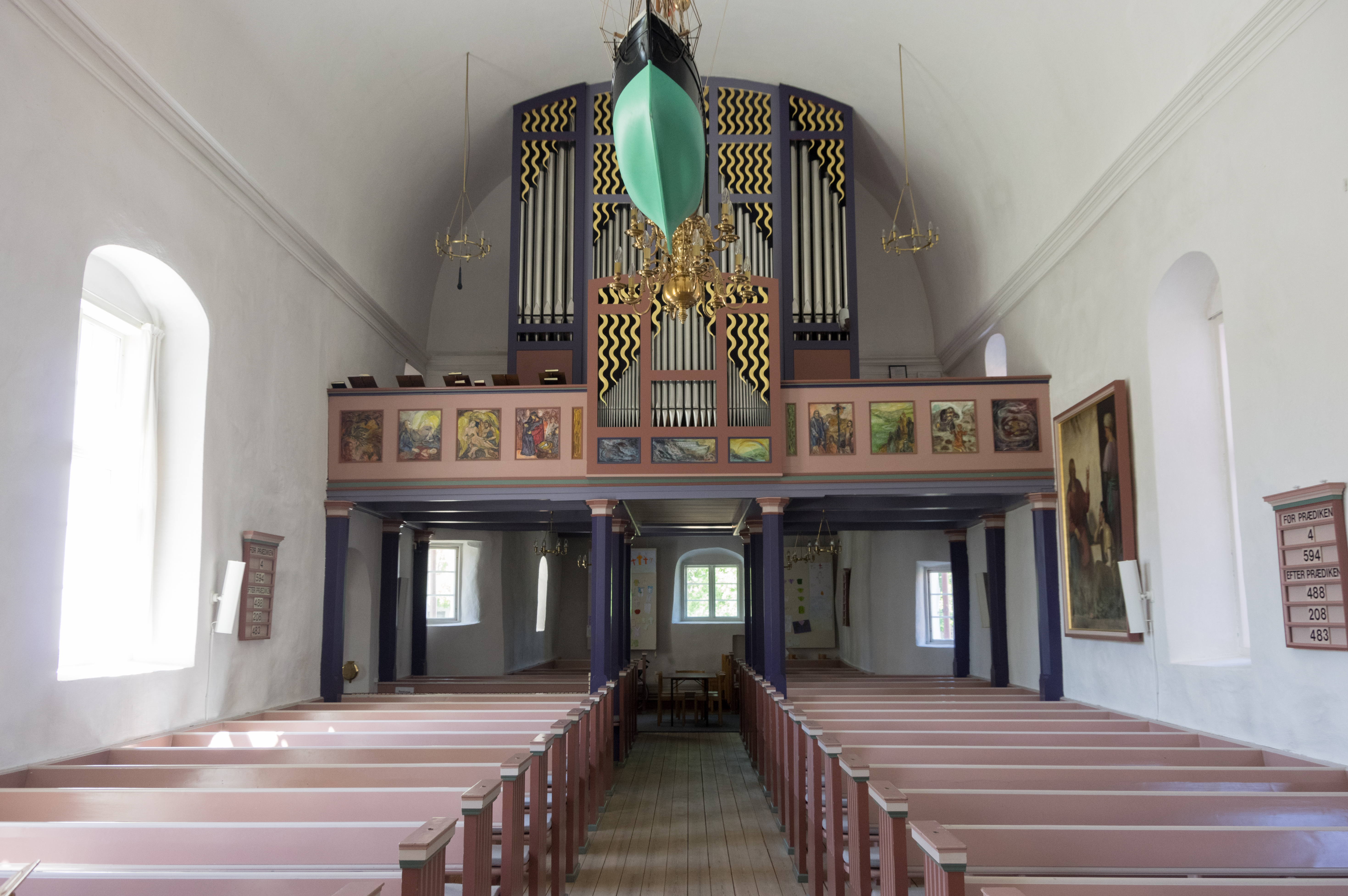
Blick nach Westen
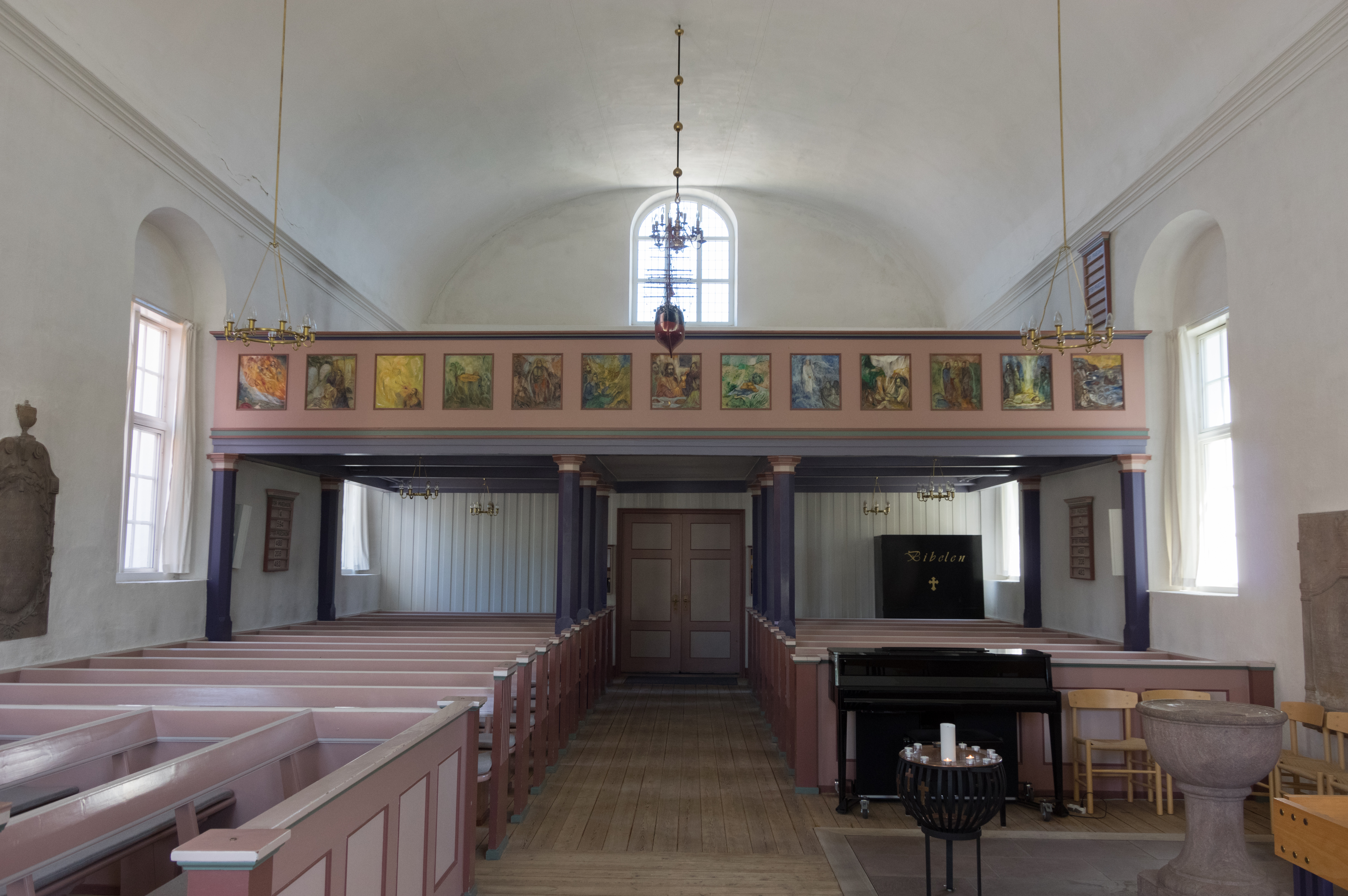
Blick in den Nordflügel

## Ausstattung
Schiff und Nordflügel haben ein flaches, verputztes, hölzernes Tonnengewölbe. Das Gewölbe im Nordflügel ist in der Erbauungszeit mit einem Wolkenhimmel bemalt worden, das Gewölbe im Schiff ist weiß getüncht. Die nördliche Vorhalle hat eine in drei Fächer geteilte Holzdecke, von denen zwei in der Erbauungszeit mit gemalten Medaillons mit biblischen Motiven  geschmückt wurden.
Die Brüstungen der Orgelempore und der Empore im Nordflügel wurden 1993–95 von Bodil Kaalund mit biblischen Motiven bemalt.
Der Altar aus Sandstein stammt vom Umbau 1985, an der Wand dahinter hängt ein modernes Kreuz. Zwei frühere Altartafeln, eine im Stil der Renaissance aus dem 16. Jahrhundert und eine aus dem 17. Jahrhundert, die 1735 umgebaut wurde,  sind heute im Turmraum aufgehängt. In der älteren ist eine Kopie eines Gemäldes des dänischen Malers Anton Dorph (1831–1914) angebracht, das Jesus bei Maria und Marta in Bethanien (Lk 10, 38–42) zeigt. Die beiden Messingleuchter auf dem Altar sind ein Geschenk des dänischen Kronprinzenpaares Frederik und Ingrid anlässlich des Wiederaufbaus der Kirche 1946.
Das Taufbecken aus Sandstein stammt aus dem Jahr 1784.
Die Kanzel ist eine Renaissance-Arbeit vom Ende des 16. Jahrhunderts, die fünf Bildfelder zeigen die Schöpfung, Christi Geburt, Auferstehung und Himmelfahrt und Pfingsten. Die Gemälde wurden zusammen mit denen an den Emporen 1993–95 von Bodil Kaalund geschaffen. Das Kruzifix über der Kanzel stammt wahrscheinlich aus dem 17. Jahrhundert und hing vermutlich ursprünglich in der jüngeren früheren Altartafel.
Die beiden dänischen Glocken wurden 1856 und 1912 gegossen, die Orgel der dänischen Orgelbaufirma Frobenius wurde 1964 gebaut.

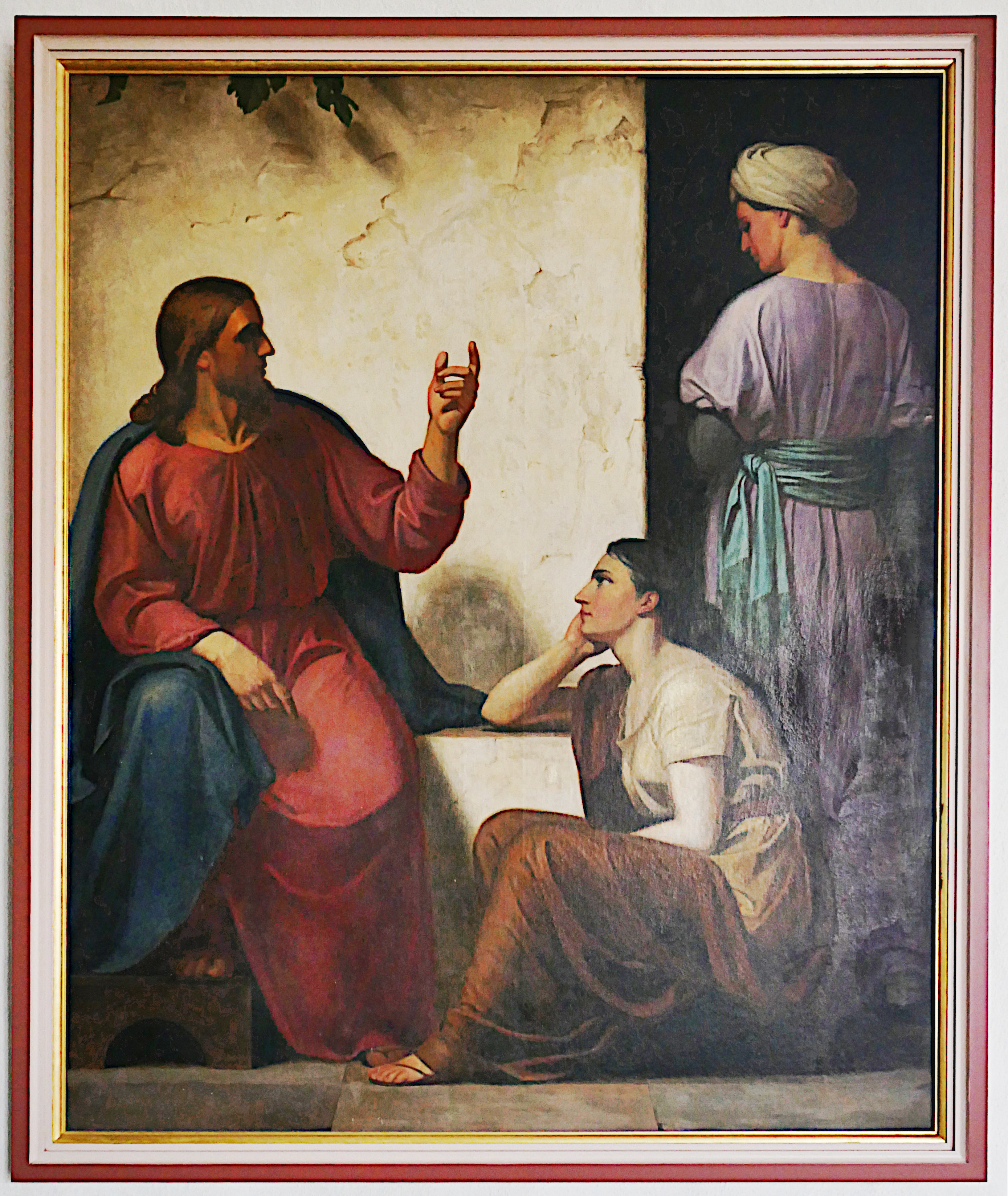
Ehemaliges Altarblatt
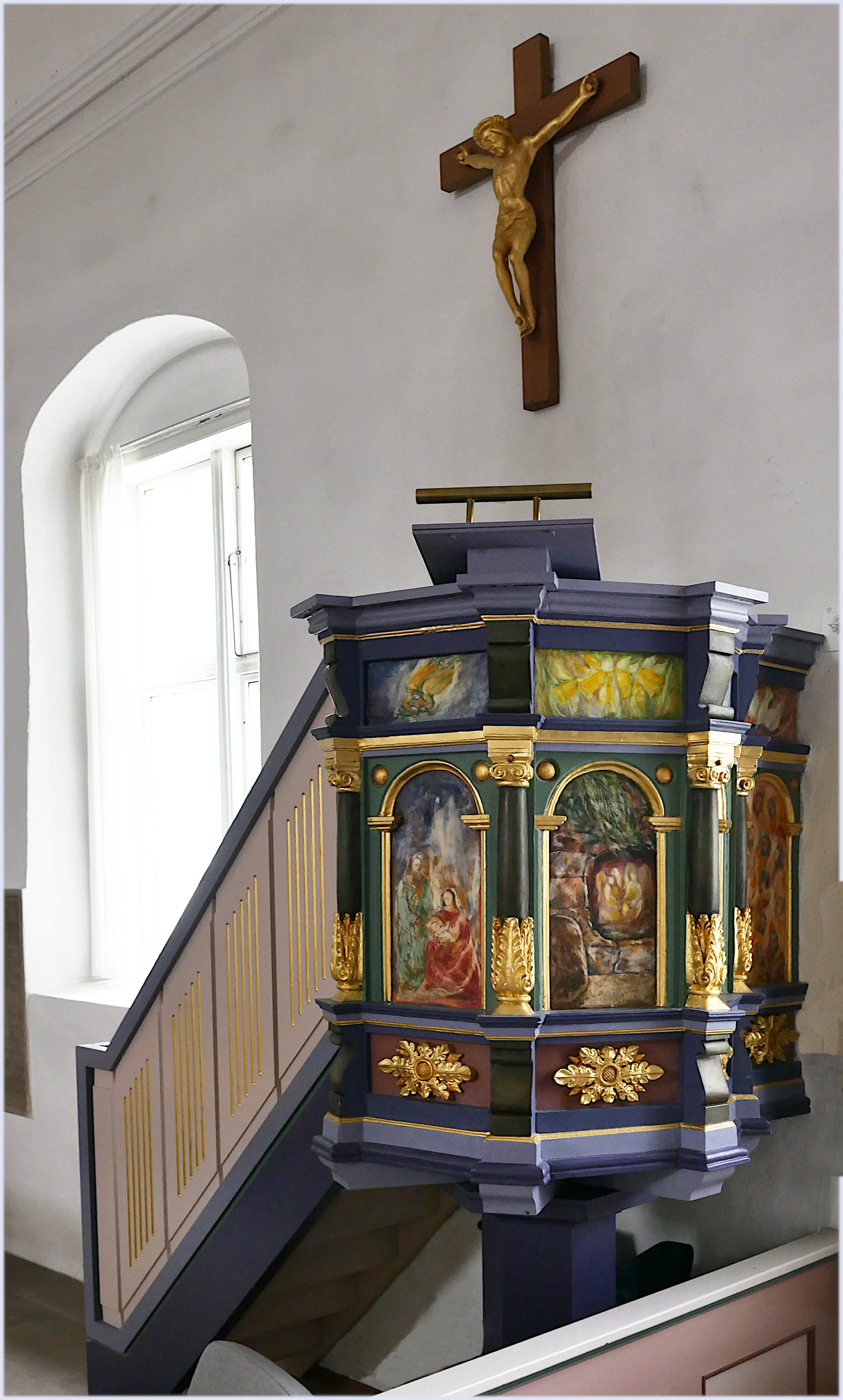
Kanzel
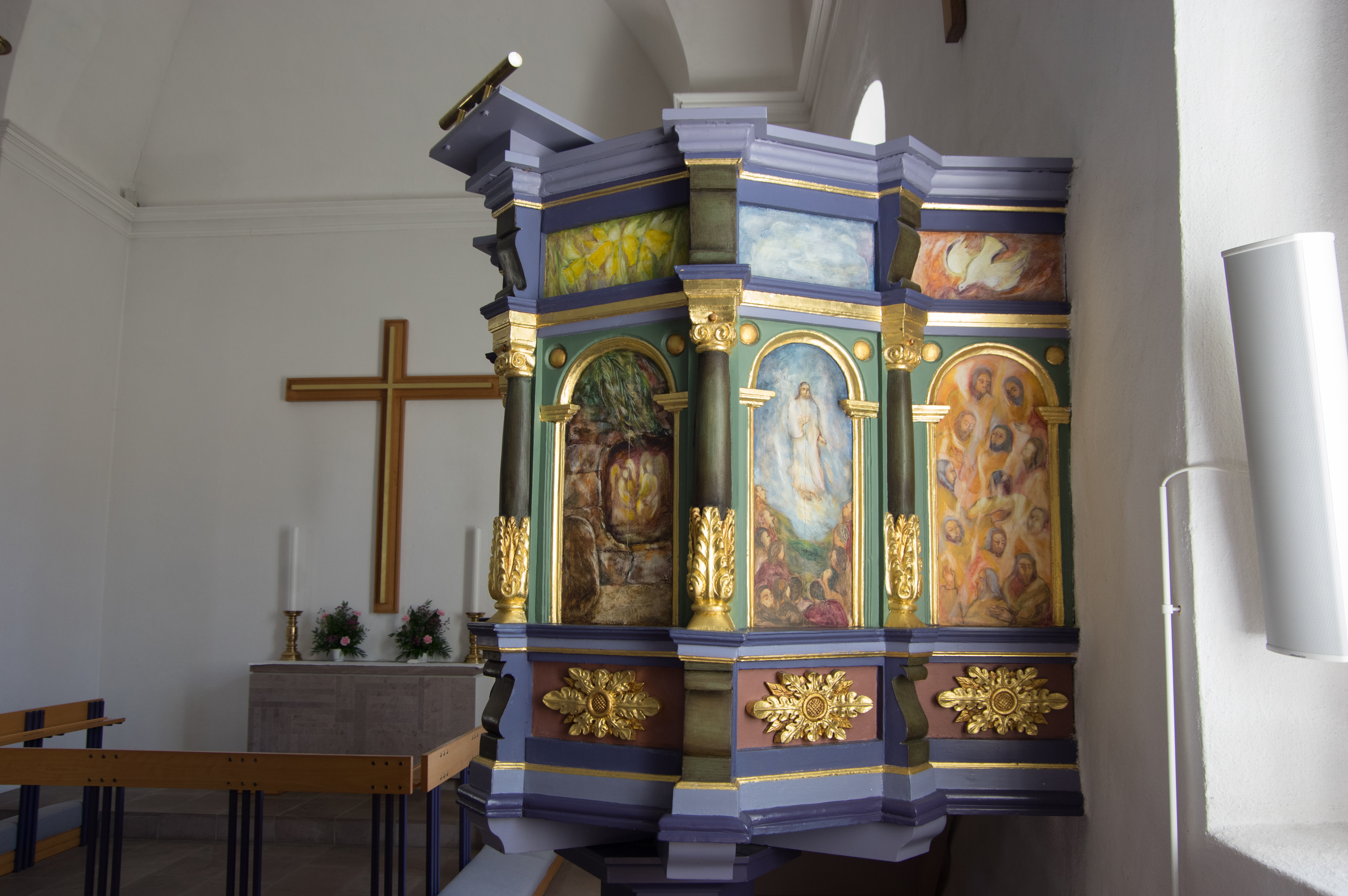
Kanzel
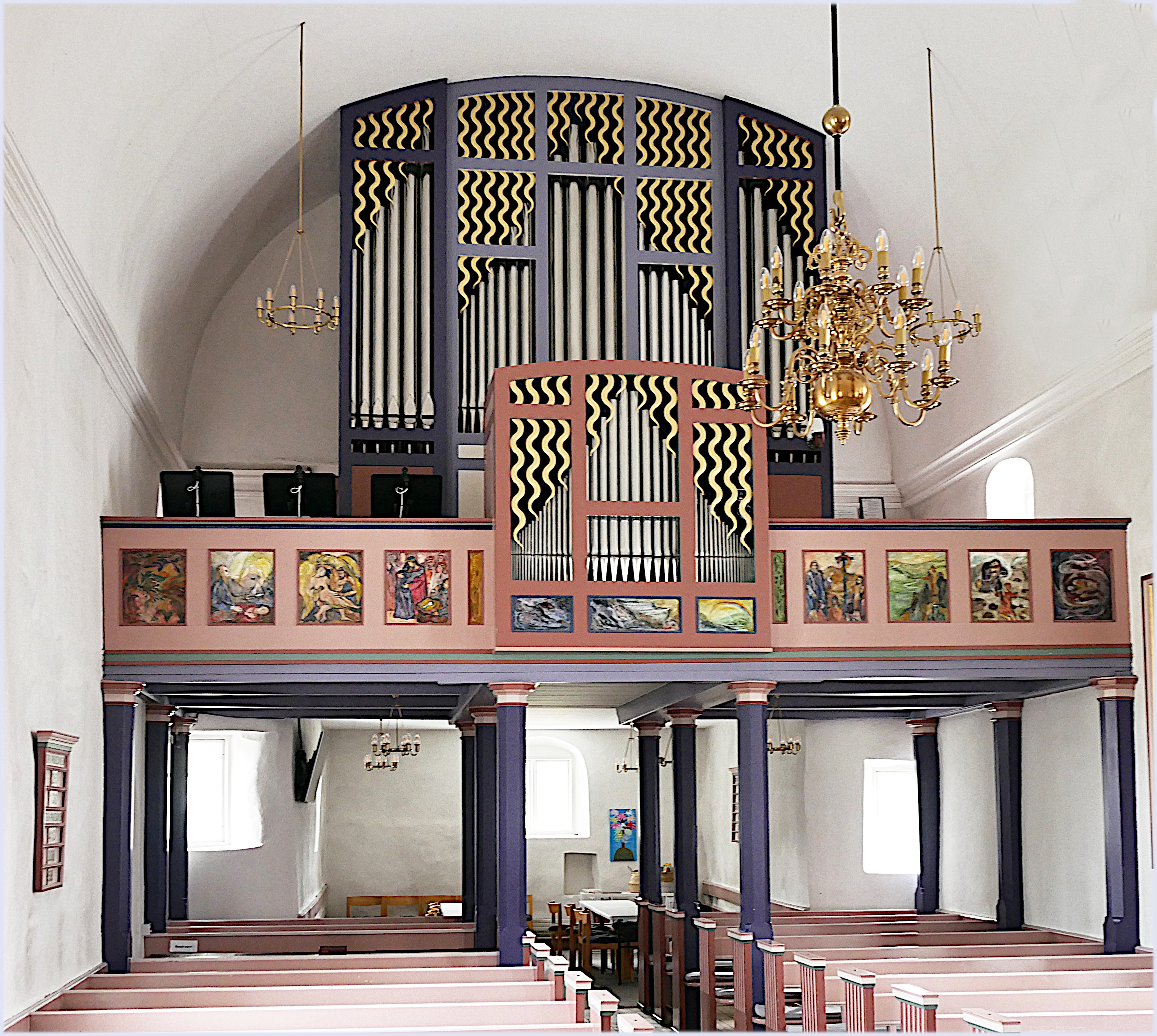
Orgel
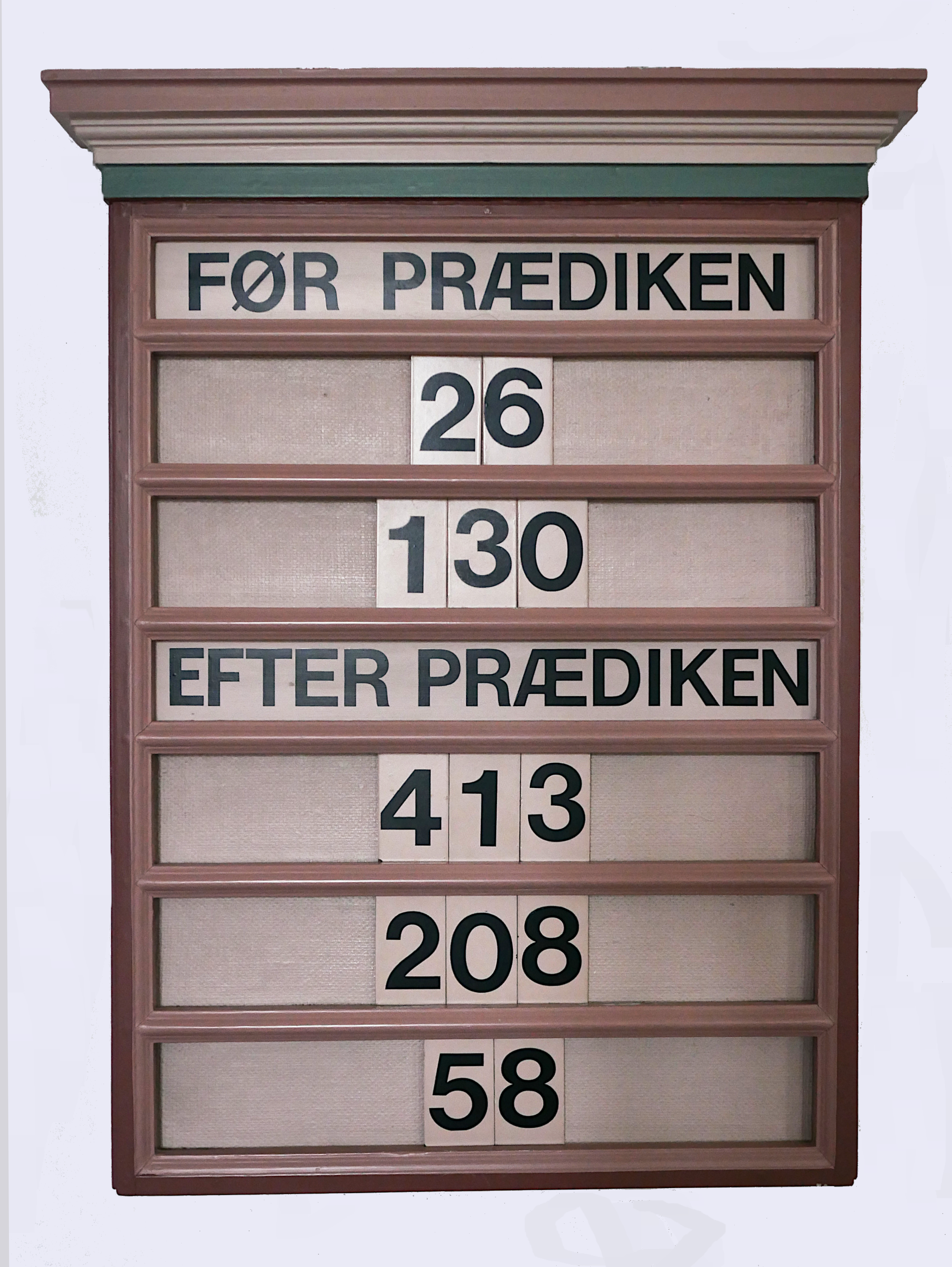
Lieder-Anschlagtafel
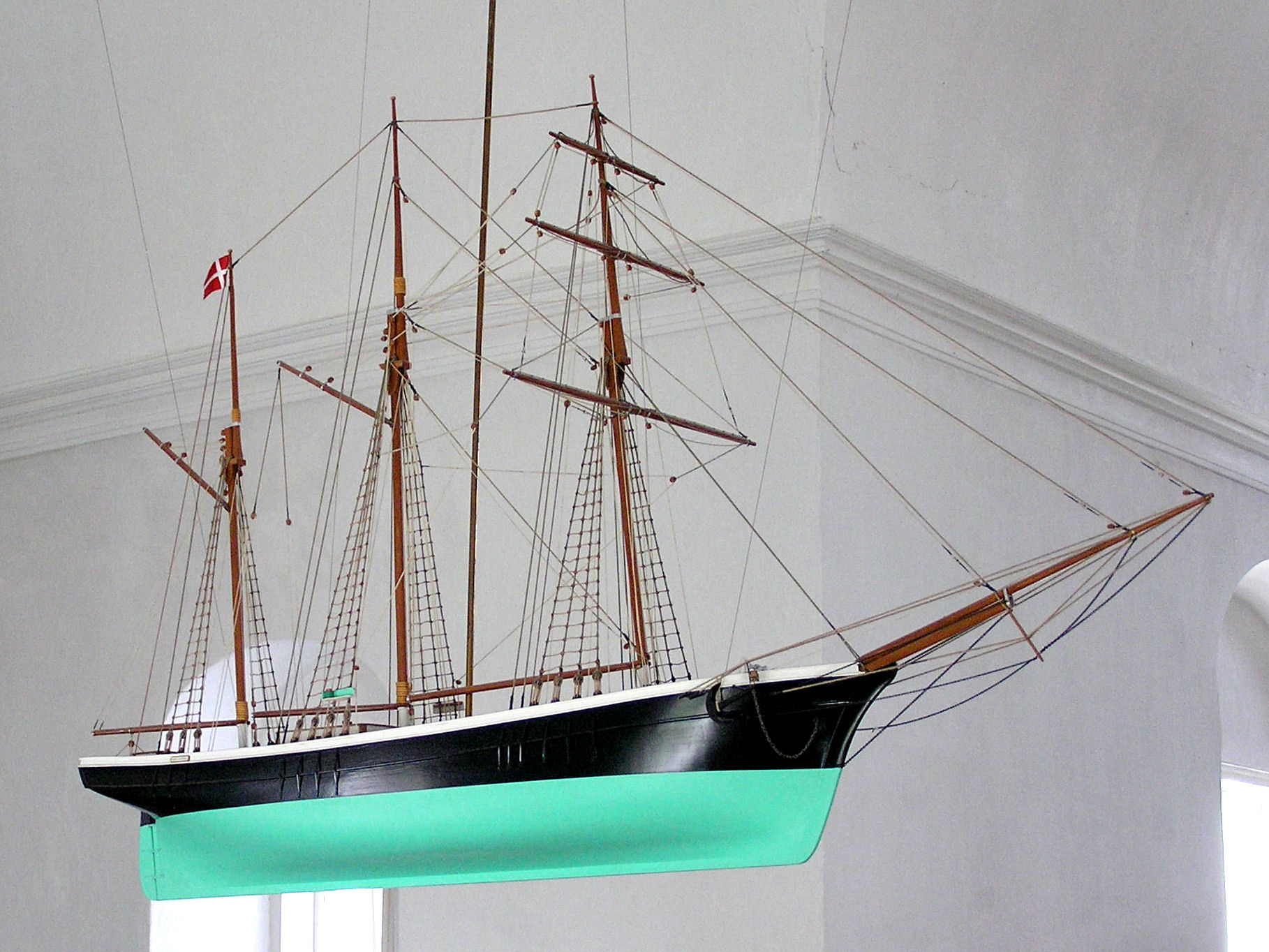
Schiffsmodell
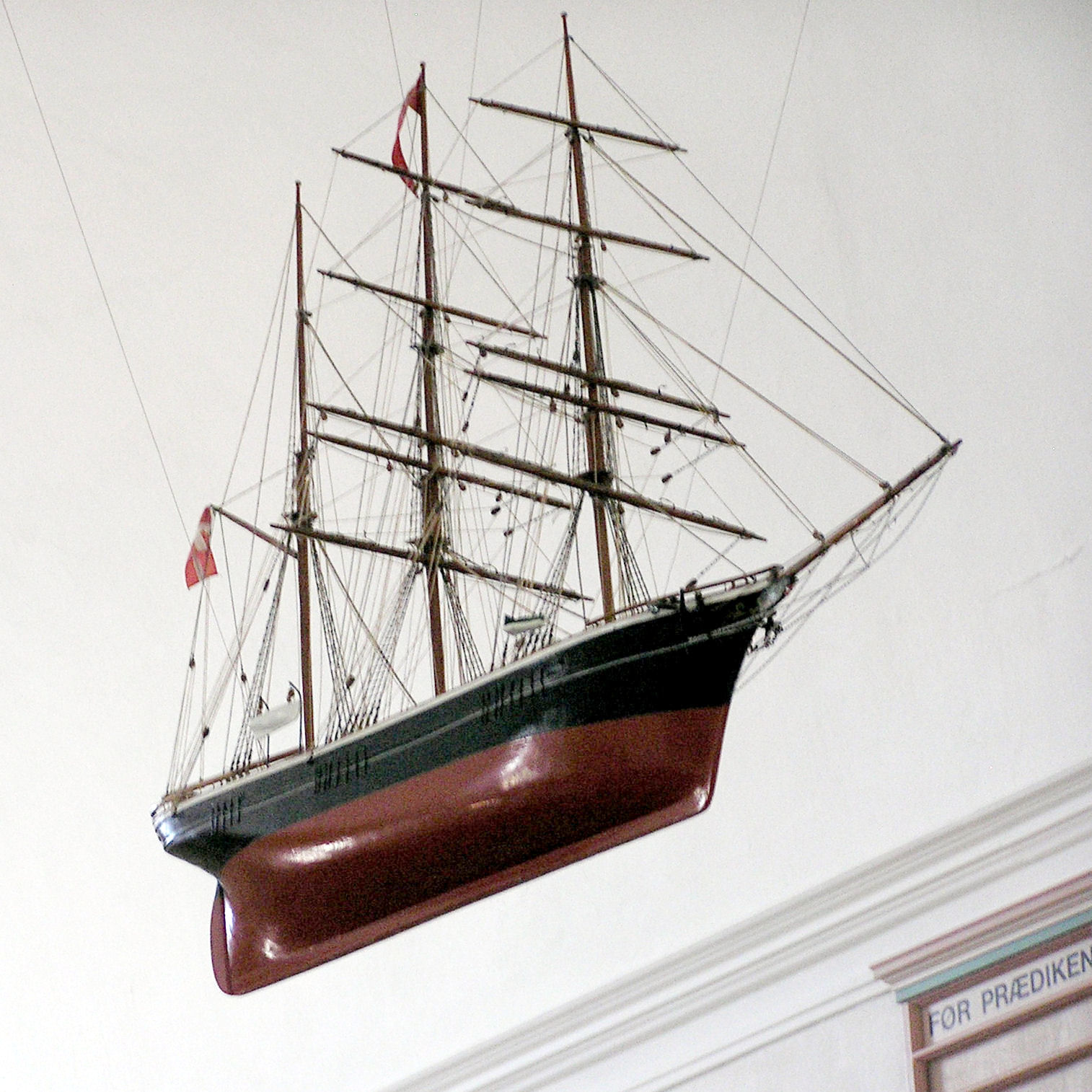
Schiffsmodell